# 弗里德里希·威廉 (伊森堡-怀赫特斯巴赫)
弗里德里希·威廉·阿道夫·格奥尔格·卡西米尔·卡尔（Friedrich Wilhelm Adolf Georg Casimir Carl；1850年6月17日—1933年4月20日），出生于韦希特尔斯巴赫。伊森堡-怀赫特斯巴赫亲王。伊森堡-怀赫特斯巴赫亲王斐迪南·马克西米利安三世与黑森选侯弗里德里希·威廉与平民格特鲁德·法尔肯施泰因的长女绍姆堡女伯爵，哈瑙和霍洛维茨女亲王格特鲁德的长子。
1879年9月16日，弗里德里希·威廉在韦希特尔斯巴赫与多布倫斯基·斯·多布凌尼斯女伯爵安娜结婚，有一子五女：
- 斐迪南·马克西米利安（Ferdinand Maximilian，1880年6月25日－1927年3月11日）；
- 玛丽亚·伊丽莎白·奥古斯塔·安娜（Maria Elisabeth Auguste Anna，1881年11月13日－1958年11月13日）；
- 伊丽莎白·玛丽亚·奥古斯塔（Elisabeth Maria Auguste，1883年11月12日－1982年10月10日）；
- 伊达·奥古斯塔（Ida Auguste，1885年8月9日－1964年10月18日）；
- 特雷西（Therese，1887年6月19日－1969年10月28日），与妹妹是双胞胎；
- 安娜（Anna，1887年6月19日－1954年9月15日），与姐姐是双胞胎。